# Syncolostemon obermeyerae
Syncolostemon obermeyerae — вид квіткових рослин родини глухокропивові (Lamiaceae).

## Назва
Вид названо на честь південноафриканського ботаніка Анни Амелії Обермеєр.

## Поширення
Ендемік Південно-Африканської Республіки. Поширений лише у провінції Лімпопо між гірською системjю Саутпансберг та гірським перевалом Абеля Еразма на півночі Драконових гір.

## Опис
Дуже розгалужений кущ заввишки до 1,8 м. Листя яйцеподібне завдовжки до 60 мм і шириною 18–30 мм.